# Thrips acaciae
Thrips acaciae är en insektsart som beskrevs av Filip Trybom 1910. Thrips acaciae ingår i släktet Thrips och familjen smaltripsar. Inga underarter finns listade i Catalogue of Life.